# Asaperda stenostola
Asaperda stenostola är en skalbaggsart som först beskrevs av Ernst Gustav Kraatz 1873.  Asaperda stenostola ingår i släktet Asaperda och familjen långhorningar.
Artens utbredningsområde är Kazakstan. Inga underarter finns listade.